# سارا ماتسوموتو
سارا ماتسوموتو (انگلیسی: Sara Matsumoto؛ زادهٔ ۲۵ مهٔ ۱۹۹۲) صداپیشه اهل ژاپن است.